# Deschampsia antarctica
Espèce
Classification phylogénétique
Deschampsia antarctica, la canche antarctique, est une espèce de plantes monocotylédones de la famille des Poaceae. C'est l'une des deux seules espèces de plantes vasculaires indigènes de l'Antarctique, l'autre étant Colobanthus quitensis de la famille des Caryophyllaceae.
Cette petite graminée est présente sur les îles Orcades du Sud et les îles Shetland du Sud et le long de la côte occidentale de la péninsule Antarctique. On la retrouve en Argentine (Terre de Feu) et au Chili (région de Magallanes et de l'Antarctique chilien).

## Liste des variétés
Selon Tropicos (12 juin 2016) :
- variété Deschampsia antarctica var. brevirostrata Hack. ex Dusén